# Shin Yu-bin
Shin Yu-bin (hangul: 신유빈; Suwon, 5 de julho de 2004) é uma jogadora sul-coreana de tênis de mesa.

## Carreira

### 2019
Shin competiu no ITTF World Tour Grand Finals 2019 na categoria de duplas mistas com Cho Dae-seong. Eles foram eliminados nas quartas de final por Xu Xin e Liu Shiwen. Ela também participou do Campeonato Asiático de Tênis de Mesa de 2019, tanto nas partidas individuais quanto nas duplas mistas. Foi eliminada por Feng Tianwei na categoria simples feminino e, nas duplas mistas, foi eliminada juntamente com seu parceiro Cho Dae-seong nas quartas de final por Wang Chuqin e Sun Yingsha. Ainda em 2019, venceu nas duplas mistas com Cho Dae-seong no torneio aberto da Tchéquia de 2019, tornando-se, aos 15 anos de idade, a pessoa mais jovem a ganhar um título em duplas mistas no ITTF World Tour. Eles venceram Jun Mizutani e Mima Ito nas finais.

### 2021
Foi nomeada para a equipe olímpica sul-coreana em 4 de fevereiro de 2021. Ela fez 17 anos nas Olimpíadas de Tóquio, em 2021, o que a tornou a mais jovem jogadora de tênis de mesa olímpica coreana de todos os tempos, quebrando um recorde anteriormente detido por Ryu Seung-min.
Em março de 2021, Shin jogou no campeonato WTT de Doha, e numa prévia das Olimpíadas de Tóquio, derrotou Miu Hirano nas oitavas de final.